# Glodghilești, Hunedoara
Glodghilești este un sat în comuna Burjuc din județul Hunedoara, Transilvania, România.

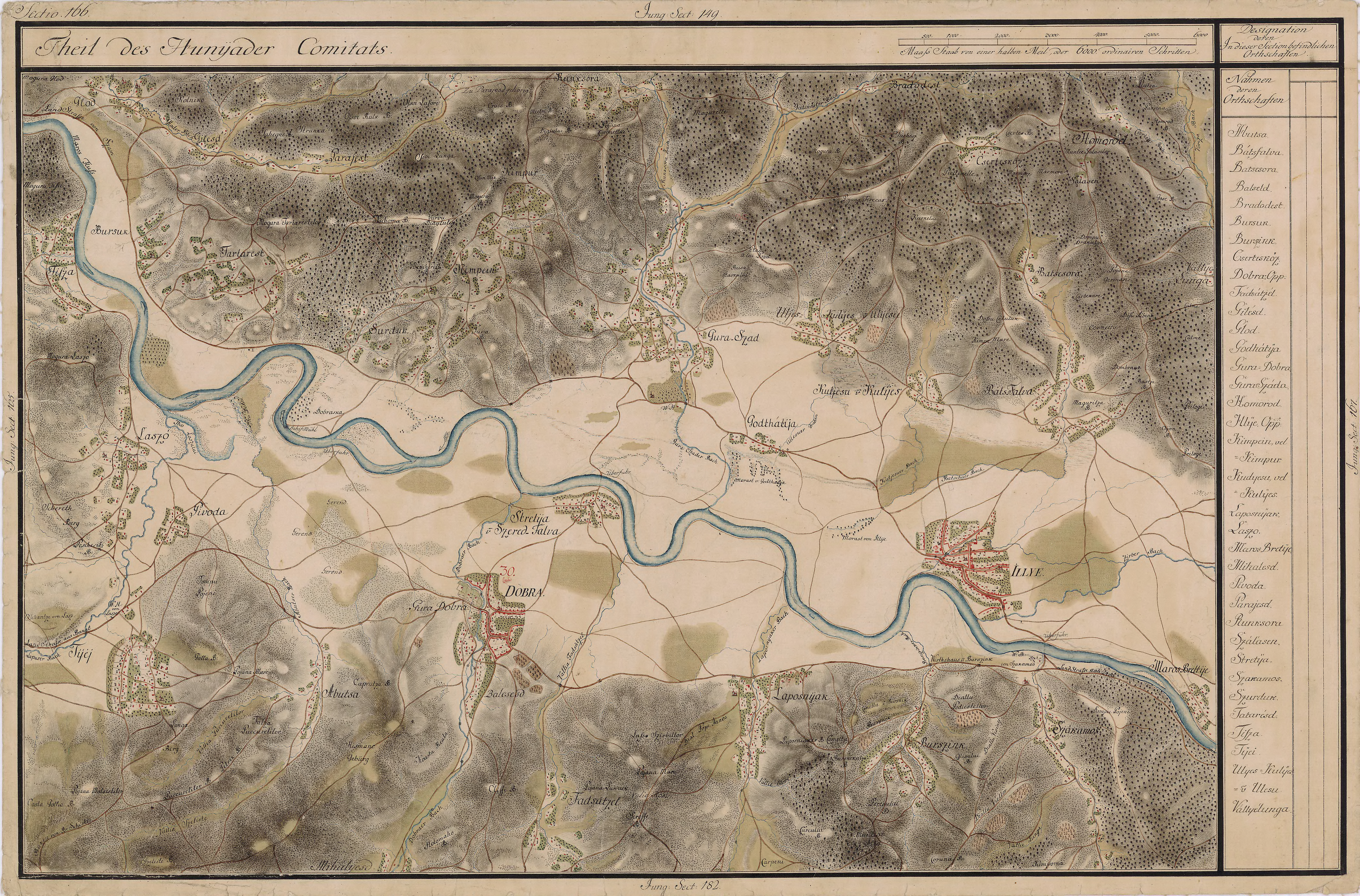
Glodghilești în Harta Iosefină a Transilvaniei, 1769-1773

## Vezi și
- Biserica de lemn din Glodghilești